# Estación Los Laureles
Los Laureles era una estación ferroviaria ubicada en el partido de General Villegas, provincia de Buenos Aires, Argentina.

## Historia
Fue inaugurada en 1911 por la Compañía General de Ferrocarriles en la Provincia de Buenos Aires. Sus servicios cesaron en 1961 a causa del Plan Larkin.